# Fragmento continental
Um fragmento continental, ou microcontinente, são fragmentos da crosta continental que foram quebrados das principais massas continentais que formam ilhas distintas, muitas vezes estão situadas a várias centenas de quilômetros do seu local de origem. Todos os continentes são fragmentos; os termos "fragmento continental" e "microcontinente" estão restritos àqueles menor do que Austrália. À exceção talvez seja Zelândia, eles não são conhecidos por conterem um cráton ou fragmento de um cráton. Fragmentos continentais também incluem alguns montes submarinos e planaltos subaquáticos.